# La Championne
Pour plus de détails, voir Fiche technique et Distribution.
La Championne (Campioana) est un film canado-roumain réalisé par Elisabeta Bostan sorti en 1990.
Ce film fait partie de la série de films pour la jeunesse Contes pour tous produits par Rock Demers.

## Synopsis
Corina, une jeune roumaine de 10 ans, rêve de devenir championne de gymnastique. Inscrite, tout comme sa meilleure amie Maria, à la célèbre école de gymnastique de Deva, c’est à force de d’entraînement, d’efforts, de courage et de volonté qu’elle réussira à dépasser ses propres limites.

## Fiche technique
- Titre : La Championne
- Titre original : Campioana
- Titre anglais : Reach For The Sky
- Réalisation : Elisabeta Bostan
- Scénario : Vasilica Istrate et Elisabeta Bostan et avec la collaboration de Rock Demers
- Sociétés de production : Les Productions La Fête
- Producteur : Rock Demers, Mihai Duta
- Distribution :
- Image : Ion Marinescu
- Décor :
- Costumes :
- Son :
- Montage : Hélène Girard et Cristina Ionescu
- Musique : Doru Caplescu
- Genre : Drame
- Pays :  Canada /  Roumanie
- Langue : roumain
- Son : Dolby
- Image : couleur
- Durée : 92 minutes (1 h 32)
- Date de sortie en salle :

## Distribution
- Izabela Moldovan : Corina Tănase
- Mircea Diaconu : Mircea
- Carmen Galin : Lili Oprescu
- George Mihaita : Marian
- Alina Izvoranu : Maria